# Удивительный Человек-Паук. Последнее желание
Удивительный Человек-Паук. Последнее желание (рус. Dying Wish — Предсмертное желание) — сюжетная арка из трёх частей и эпилога, являющаяся заключительной историей серии комиксов The Amazing Spider-Man. Сюжет, происходящий в выпусках The Amazing Spider-Man № 698—700 (за исключением № 699.1) и Avenging Spider-Man № 15.1, был написан Дэном Слоттом и проиллюстрирован Ричардом Элсоном и Умберто Рамосом.

## Сюжет
В тюрьме Рафт умирающий Доктор Осьминог без конца произносит имя Питера Паркера. Мстители, знающие тайну личности Человека-паука, вызывают его в Рафт. Человек-паук прибывает и остаётся с Доктором Осьминогом наедине. Выясняется, что каким-то образом Доктор Осьминог смог поменяться сознанием с Питером Паркером, и в настоящее время в теле Человека-паука находится сознание Доктора Осьминога, а в теле умирающего Доктора Осьминога — разум Питера. У Доктора Осьминога (в теле которого Питер) случается приступ, и Человек-паук (в теле которого Доктор Осьминог) покидает его.
Врачам удаётся оживить Доктора Осьминога. Питер, находящийся в его теле и имея все его воспоминания, пытается понять, как Доктору Осьминогу удалось поменяться с ним телами. Каждый раз, когда Питер Паркер использовал технологии Осьминога и управлял его октоботами (сюжетные арки Spider-Island и Ends of the Earth), Осьминог получал полный доступ к разуму Питера. Специальный золотой октобот смог переписать сознание Осьминога в тело Питера во время сюжета Danger Zone, когда его паучьё чутьё не работало из-за помех, создаваемых устройствами, используемыми Кингпином.
После этого Питер (в теле Осьминога) понимает, что всё ещё может управлять золотым октоботом. С его помощью он отправляет сигнал бедствия суперзлодеям, которым обещает вознаграждение за его спасение из тюрьмы. На сигнал откликаются трое суперзлодеев: Гидромен, Скорпион и Трапстер. Им удаётся вызволить его из тюрьмы, после чего Питер (в теле Осьминога) приказывает им поймать Человека-паука живым.

Доктор Осьминог в теле Питера Паркера и костюме Человека-паука стоит над погибшим Питером Паркером в теле Доктора Осьминога.
Страница из The Amazing Spider-Man № 700, декабрь 2012 года

В одном из убежищ Осьминога Трапстер подключает систему жизнеобеспечения к механическим рукам Питера (в теле Осьминога). Из-за ошибки Трапстера Питер испытывает клиническую смерть, во время которой видит и разговаривает с погибшими близкими ему людьми. Питер оживает и вместе с суперзлодеями отправляется в 18 полицейский участок, чтобы найти золотого октобота, с помощью которого ранее был осуществлён обмен разумами. Найдя октобота, Питер встречает Карли. Та, не поверив его объяснениям, стреляет. Пуля, срикошетив от щупальца Питера, попадает в её же руку.
В это время Отто в теле Питера и костюме Человека-паука собирает всех близких и знакомых Паркера в помещении, находящемся в башне Мстителей, под предлогом обеспечения их безопасности. Отто сообщает полиции, на какой секретной базе находится Доктор Осьминог, и включает там систему самоуничтожения. Питер оставляет Трапстера на базе из-за того, что тот догадался о его намерениях поменяться разумом с Отто, и уплывает с базы на подводной лодке вместе с Гидроменом и Скорпионом. Через некоторое время они попадают в здание Мстителей, где их встречает Отто в теле Питера. Во время драки Паркер в теле Отто пытается использовать золотого Октобота, чтобы поменяться разумами с Отто, но это ему не удаётся, так как голова Отто защищена слоем карбонадиума. Вместо этого умирающему Паркеру в теле Осьминога с помощью связи, установленной октоботом, удаётся передать Отто все свои воспоминания. Октавиус переживает все поворотные события в жизни Паркера (смерть Дяди Бена, Гвен Стейси и т.д.) и полностью осознаёт, что «с великой силой приходит великая ответственность». Отто обещает Питеру позаботиться о Мэри Джейн и его близких, после чего Питер Паркер в теле Доктора Осьминога умирает. Доктор Осьминог в теле Питера Паркера решает стать новым Человеком-пауком, который во всём будет лучше предыдущего. Он решает назвать себя Превосходным Человеком-пауком.
В эпилоге рассказывается о том, как Отто вспоминает свои битвы с бывшим Человеком-пауком, а также то, как он создаёт для себя усовершенствованный костюм.

## История создания
В августе 2012 года Дэн Слотт, сценарист сюжетной арки, рассказал о будущем The Amazing Spider-Man. В частности он заявил, что сюжетная арка, разворачивающаяся в выпусках № 698—700, окажет огромное влияние на персонажа и, что ему «придётся скрываться после выхода № 700». Также он утверждал, что все события, связанные с Доктором Осьминогом, начиная с выпуска The Amazing Spider-Man № 600, так или иначе являлись частями истории, подводящей к арке Dying Wish.

## Критика
- The Amazing Spider-Man № 698 получил 4 балла из 5 от Comic Book Resources. Рецензентом был отмечен хороший рисунок Ричарда Элсона и Антони Фабела, а также Дэн Слотт, который «написал историю о Человеке-пауке так же мастерски, как он делал это всегда»[8].

- The Amazing Spider-Man № 699 получил 4 балла из 5 от Comic Book Resources[9] и 8 баллов из 10 от IGN[10].

- The Amazing Spider-Man № 700 получил 4 балла из 5 от Comic Book Resources[11] и 7.5 баллов из 10 от IGN[12].

- The Avenging Spider-Man № 15.1 получил 3 балла из 5 от Comic Book Resources[13].

### Хронология выпусков серии
| × | Основной сюжет |

| + | Дополнительные выпуски |

| Часть | Дата выхода  | Выпуск                        | Примечание                                                               |
| ----- | ------------ | ----------------------------- | ------------------------------------------------------------------------ |
| I     | ноябрь 2012  | The Amazing Spider-Man #698   |                                                                          |
| II    | декабрь 2012 | The Amazing Spider-Man #699   |                                                                          |
| III   | декабрь 2012 | The Amazing Spider-Man #700   |                                                                          |
| IV    | декабрь 2012 | Avenging Spider-Man #15.1     | Эпилог                                                                   |
|       | декабрь 2012 | The Amazing Spider-Man #699.1 | Рассказывает о Морбиусе, сбежавшем из тюрьмы Рафт во время событий #699. |